# خالکوبی (فیلم ۲۰۰۲)
«خالکوبی» (انگلیسی: Tattoo) یک فیلم سینمایی آلمانی در ژانر نئو نوآر است که در سال ۲۰۰۲ منتشر شد. از بازیگران آن می‌توان به آگوست دیهل اشاره کرد.